# Kinich Ahau Patera
La Kinich Ahau Patera è una struttura geologica della superficie di Io.